# Vị vua cuối cùng của Scotland (phim)
Vị vua cuối cùng của Scotland (tên chính thức tiếng Anh: The Last King of Scotland) là một bộ phim của Anh được sản xuất vào năm 2006 dựa trên tiểu thuyết cùng tên, được viết kịch bản bởi hai nhà văn là Peter Morgan và Jeremy Brock và được đạo diễn bởi Kevin MacDonald. Phim được dán nhãn R do trong phim có đầy những cảnh bạo lực, máu me và tình dục.

## Cốt truyện
Nội dung chính của phim kể về câu chuyện của một bác sĩ trẻ Nicholas Garrigan người Scotland, tốt nghiệp y khoa và muốn ngao du đây đó trên thế giới để tập sự tài năng y khoa, cuối cùng anh đến Uganda và vô tình gặp gỡ tướng quân Idi Amin một cách định mệnh và giúp việc cho viên tướng này do sự ngưỡng mộ và bị thu hút bởi sức hấp dẫn của một lãnh tụ đầy mạnh mẽ, hoài bão và uy quyền của nhà độc tài Amin. Sau đó theo thời gian Nicolas đã dần thấy rõ bản chất, dã tâm và sự tàn độc của Amin. Cuối cùng anh đã chạy thoát khỏi xứ sở Uganda với biết bao kỷ niệm.
Tại Châu Phi, những năm đầu thập niên 70, tướng quân Idi Amin đã thực hiện thành công cuộc đảo chính quân sự lật đổ Tổng thống dân sự Milton Obote rồi trở thành nhà độc tài thống trị đất nước Uganda với nhiều tham vọng và cải cách. 

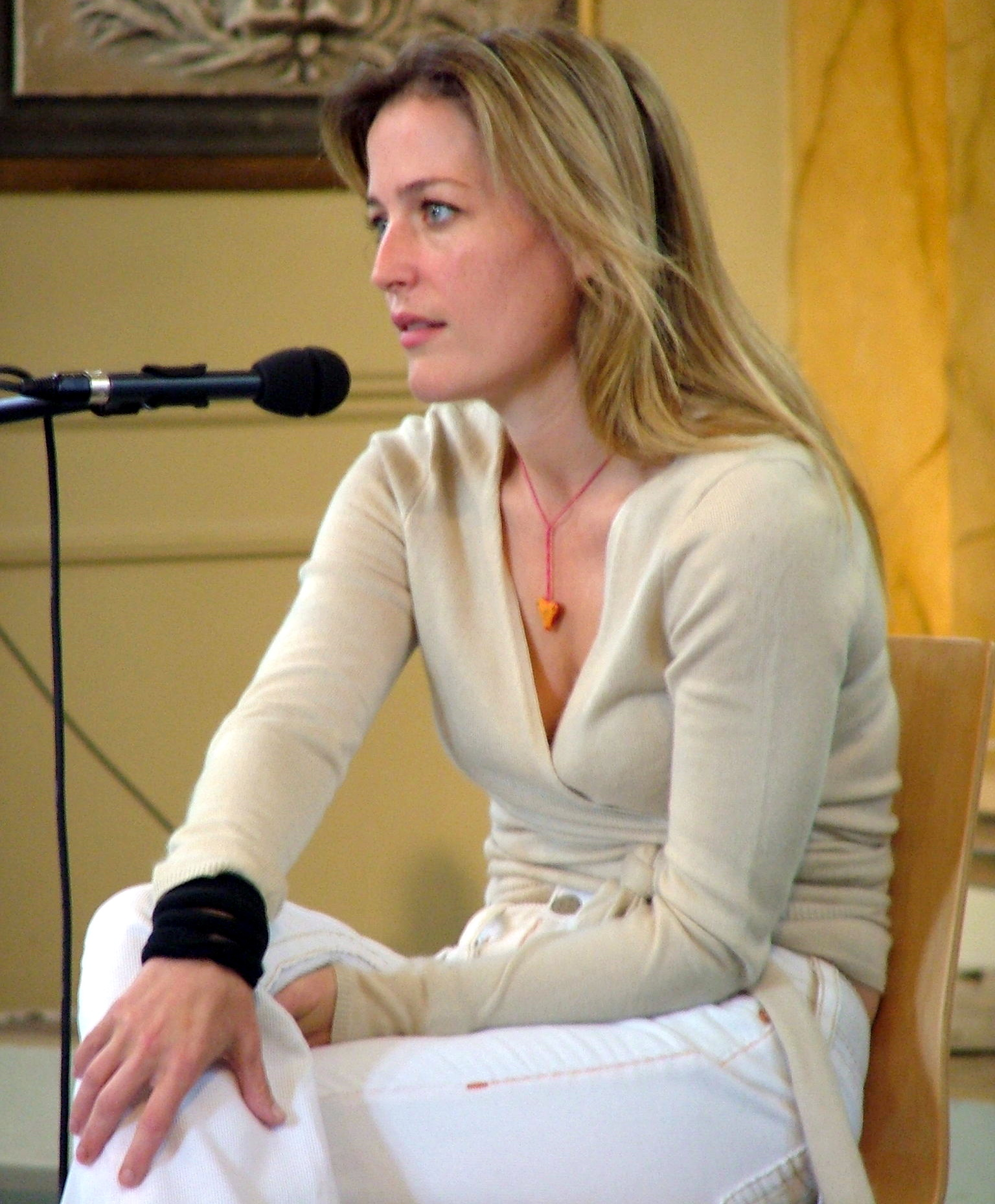
Bác sĩ Sara

Cùng thời gian này, chàng trai trẻ Nicholas Garrigan (do James McAvoy thủ vai) tốt nghiệp trường Y khoa hàng đầu ở Scotland, cảm giác anh trống rỗng và muốn ngao du để thể hiện tài năng, anh nhắm mắt, xoay quả địa cầu và chấm tay vào đó, quả địa cầu dừng lại ở vị trí Uganda trên đầu ngón tay, và thế là anh đến Uganda. Lúc này Scotland có chương trình y tế công cộng và cho bay sang châu Phi dẫn đầu một phái đoàn hoạt động cứu trợ y tế, tại đây bác sĩ Nicolas làm chung với bác sĩ Sarah Merrit (do Gillian Anderson vào vai), một nữ bác sĩ đã có chồng và cô đang tích cực làm công tác từ thiện.
Những ngày tháng ở ngôi làng, chàng bác sĩ trẻ chứng kiến nhiều câu chuyện ở xứ sở châu Phi này, một tối do cảm giác trống vắng và thu hút Nicolas muốn quan hệ tình dục với Sarah Merrit nhưng bị từ chối vì cô này không muốn có lỗi với chồng của mình, là một người đàn ông tốt. Hai người trở lại bình thường. Trong một dịp được biết tin là tướng quân Amin sẽ ghé thăm ngôi làng và có bài hùng biện, Nicolas nài nỉ Sara cùng đi xem. Tại đây anh được nhìn thấy tướng quân Amin oai vệ, hùng dũng và cuốn hút lạ lùng qua bộ quân phục và bài diễn văn hào sảng. Và tình cờ anh làm quen được với tướng quân Amin và vô tình trở thành người được nhà độc tài tin dùng như một cố vấn đặc biệt kiêm bác sĩ riêng.
Ban đầu anh không có ý cộng tác với Amin mà chỉ là ngưỡng mộ, nhưng Amin đã cho anh sống trong cuộc sống vương giả, sang trọng, thuyết phục anh bằng những buổi dạ tiệc, liên hoan linh đình, cho ở nhà sang trọng, mua cho xe hơi, cho tham gia vào đời sống của tầng lớp thượng lưu ở Thủ đô của Uganda cùng những dự án và hứa hẹn lớn lao khiến anh đổi ý và cộng tác như một người phục vụ đáng tin cậy. Lúc đầu, anh thấy mình trở thành nhân vật quan trọng trong chính quyền Amin, nhưng rồi bác sĩ Garrigan dần thức tỉnh do sự tác động của nhiều phía. Anh ngỡ ngàng nhận thấy mình đã ngu xuẩn đóng vai kẻ tòng phạm (mọi người ở đây gọi anh là con khỉ da trắng của Amin) trong các quyết định độc đoán của Idi Amin khiến rất nhiều cảnh tang thương đã diễn ra và anh cũng khám phá ra là đã có hơn 300.000 người dân phải chết dưới chế độ độc tài của Amin.
Trong khi cố gắng sửa sai và tìm cách thoát khỏi Uganda, vị bác sĩ trẻ này gặp tai ương vì lỡ dan díu với một trong những người vợ của Amin là Kay Amin (Kerry Washington đóng) và làm cô này có bầu. Bộ mặt thật của nhà độc tài Amin ngày càng lộ rõ, ông ta hiện hình là một kẻ độc tài, bạo chúa đến tàn nhẫn, ông đã sai thuộc hạ dưới quyền cùng đám đàn em giết cả bà vợ của mình vì ngoại tình và coi đó là hành động đích đáng và trả thù Nicolas bằng cách hành hạ anh này. Nicolas sau đó đã trốn thoát trên một chuyến bay, thoát khỏi Uganda và vị bạo chúa Amin.

## Vai diễn
- Forest Whitaker trong vai tướng quân Idi Amin
- James McAvoy vai Nicholas Garrigan, một bác sĩ trẻ
- Kerry Washington vai Kay Amin cô vợ út của Amin
- Gillian Anderson vai Sarah Merrit đồng nghiệp của Nicolas
- Simon McBurney vai Stone
- David Oyelowo vai Dr. Junju
- Apollo Okwenje Omamo vai Mackenzie